# Imperio del Brasil
El Imperio del Brasil (en portugués: Império do Brasil ) fue un Estado existente entre 1822 y 1889 que precedió a la República de los Estados Unidos del Brasil. Correspondía en su casi totalidad al actual territorio de Brasil (con la mayor salvedad, la ausencia del estado de Acre), sumado entre 1822 a 1825 el de Uruguay, en ese entonces bajo la denominación de Provincia Cisplatina.
El Imperio del Brasil fue instaurado al final de la Guerra de la Independencia, que separó al Reino de Brasil del Reino Unido de Portugal, Brasil y Algarve, y perduró hasta la Proclamación de la República, golpe militar tras el cual fue disuelto en 1889. Se divide a su vez en los períodos Primer Imperio, Período Regente y Segundo Imperio. Con la llegada de este periodo, ya no se usa el título de rey de Brasil pasando a tomar su monarca el título de emperador de Brasil.

## Historia

### Elevación a imperio

Pintura denominada "Independência ou Morte" mostrando a Don Pedro proclamando la independencia del Brasil en las márgenes del Ipiranga, por Pedro Américo.

Tras la disolución del Reino Unido de Portugal, Brasil y Algarve en 1825, el título de príncipe de Brasil fue desvinculado de los príncipes aspirantes al trono portugués, pasando estos a usar únicamente el título de duque de Braganza. Nominalmente, Pedro I de Brasil fue el último en tener ambos títulos, habiendo sido príncipe regente de Brasil por un corto período poco antes de la Independencia. Pedro I, a su vez, inicia el linaje de emperadores de Brasil a partir de su coronación como emperador de Brasil en la Capilla Imperial (Río de Janeiro) el 12 de octubre de 1822. Sin embargo, aún con el título de príncipe imperial de Brasil, apenas Pedro de Braganza y su hijo estuvieron en el trono imperial.
Tras la renuncia de Pedro I al trono, se inicia el Periodo Regente, que estuvo en vigor hasta que Pedro II alcanzó su mayoría de edad y fue apto para ejercer el derecho nato de ascensión al trono.

#### Emperador titular de Brasil — Dinastía de Braganza

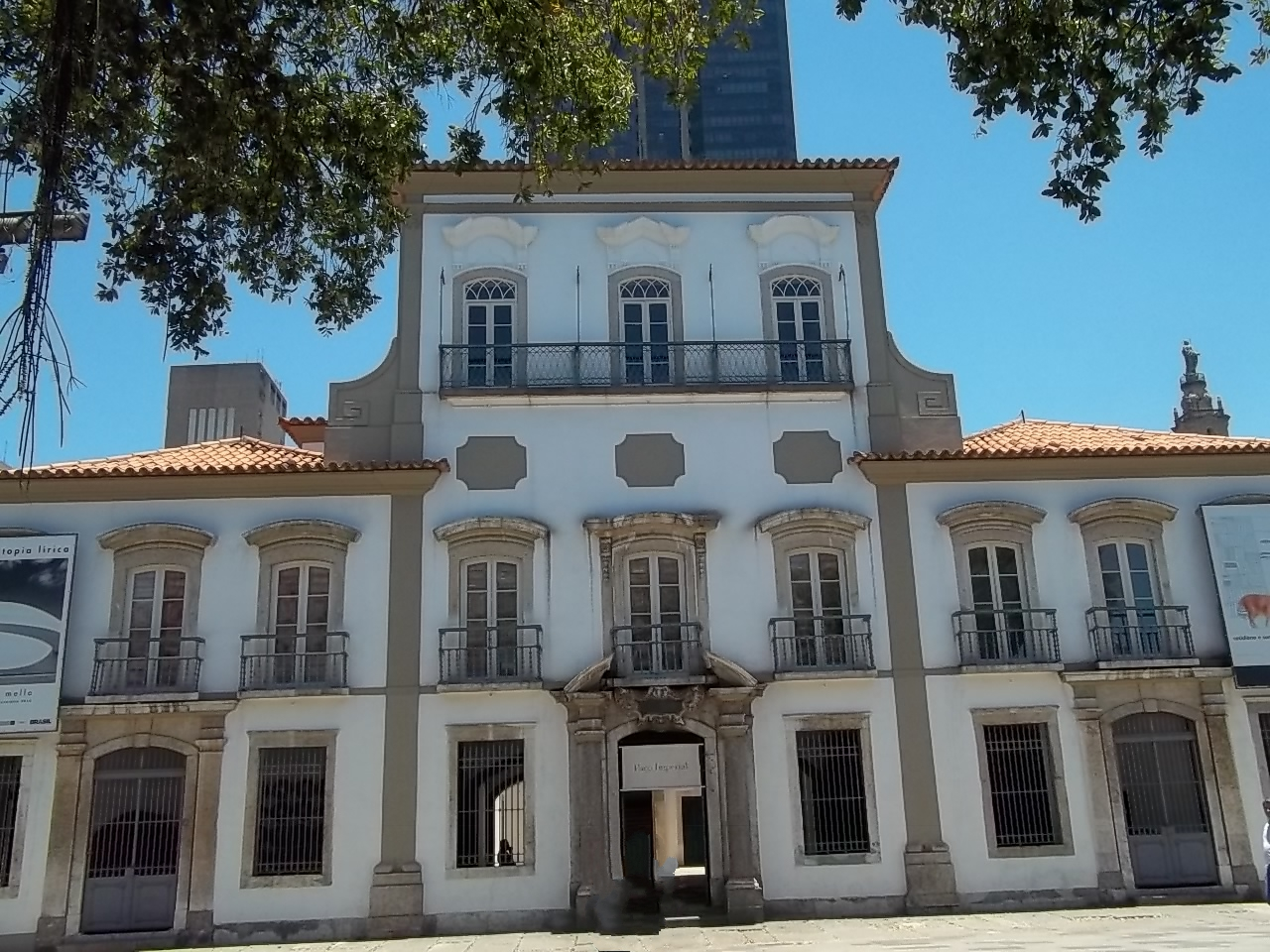
Palacio Imperial de la Casa de Braganza en Río de Janeiro, hoy convertido en museo.

Al concluir la Guerra de Independencia de Brasil, el 29 de agosto de 1825 Portugal y Brasil establecieron el Tratado de Río de Janeiro. Según este tratado, la Corona portuguesa reconocía la independencia del antiguo reino del Brasil, pero reservaba a Juan VI de Portugal, padre de Pedro I, el título de emperador del Brasil. Dicho tratado, en principio, anulaba la norma anterior a la Constitución brasileña de 1824, la cual prohibía que el gobernante ejerciese poder sobre Portugal y Brasil simultáneamente. No obstante, Juan VI no fue emperador de facto, ya que no fue ungido como tal, ni emanó ningún acto político, y mucho menos Pedro I se declaró como exemperador. La situación sui generis de haber dos emperadores brasileños duró poco, pues siete meses después falleció Juan VI.

#### Continuidad jurídica
Con el Imperio brasileño surge Brasil como Estado soberano, que ha tenido y tiene continuidad jurídica con los siguientes nombres: República de los Estados Unidos del Brasil (República Velha / República Vieja) y, actualmente la República Federativa del Brasil, más conocida como Brasil.

### Reinado de Pedro I

#### Reconocimiento de la independencia

Imperio del Brasil entre 1822-ca. 1828, en rojo la llamada Provincia Cisplatina.

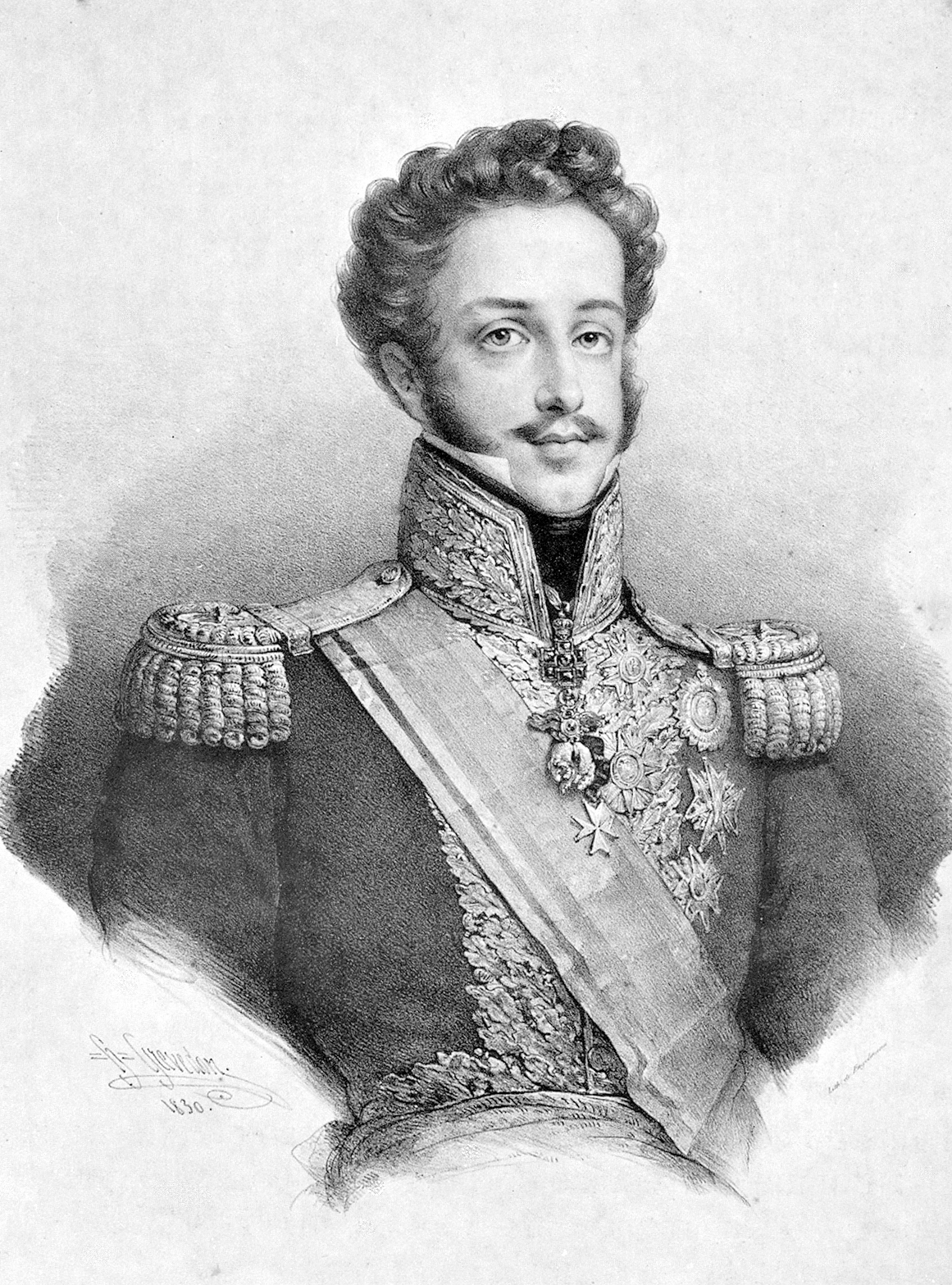
Pedro I de Brasil.

El reconocimiento de la independencia era una cuestión crucial para el Imperio brasileño. Las monarquías absolutas europeas eran hostiles a la independencia de Brasil. Estados Unidos fue el primer país en reconocer al gobierno brasileño en mayo de 1824. Algunos meses antes fue divulgada la Doctrina Monroe, por la cual el presidente James Monroe declaraba que Estados Unidos no aceptaría ninguna intervención de Europa en el continente americano. Gracias a la mediación de Gran Bretaña, en agosto de 1825, la Corona portuguesa reconoció la independencia del Brasil. A cambio, Portugal obtenía la condición de «nación más favorecida» en las transacciones comerciales y obtuvo una indemnización de dos millones de libras.
El Reino Unido también reconoció la independencia de Brasil en 1825. Solo a partir de 1826 la soberanía fue reconocida por Francia, el papa y otros Estados europeos, concluyéndose la independencia. Las repúblicas hispanoamericanas, por el contrario, veían al Imperio brasileño como un instrumento de los intereses europeos y condenaron la acción brasileña en la Cisplatina cuando en 1821, el Reino Unido luso-brasileño se anexionó la Banda Oriental, actual Uruguay, y pasó a llamarla Provincia Cisplatina.

#### Un imperio con problemas
Los primeros años de la independencia de Brasil fueron complicados. Pedro I asumió el título de emperador en lugar de rey, tanto para remarcar la diversidad entre las diferentes provincias brasileñas como para emular a Napoleón que unió la idea del Imperio con la Revolución francesa y la modernidad. Sin embargo, Pedro I se encontraba entre la sociedad relativamente cosmopolita de Río de Janeiro y el resto del país, mucho más conservador y patriarcal. Pedro dejó pronto a un lado sus ideales liberales con una Constitución (proclamada el 24 de febrero de 1824) que le proporcionaba un destacado poder, algo que se consideraba necesario para mantener el control en las zonas interiores, particularmente en el norte del país. En numerosas provincias, especialmente en las del norte, empezó a crecer el sentimiento republicano. En 1825 surgió una revolución independentista en la platense Provincia Oriental (hoy Uruguay), que había sido anexada por Portugal y unida a Brasil desde 1821 bajo el nombre de Provincia Cisplatina. La provincia proclamó no solo su independencia de Brasil, sino también su reincorporación a las demás provincias platenses. Esto desencadenó en diciembre de ese año la guerra contra las Provincias Unidas del Río de la Plata (hoy Argentina). 
Además, Pedro se vio envuelto en una serie de negocios ilícitos para obtener dinero, haciendo además pública la relación con su amante Domitila de Castro Canto y Melo, a la cual concedió el título de Marquesa de Santos, eventos que le restaron popularidad. Esto se agravó con su indecisión personal entre defender los intereses de Brasil y su lealtad familiar hacia Portugal, donde aún reinaba su padre y sobre cuyo trono mantenía derechos sucesorios.

#### Abdicación de Pedro I
Tras su viaje a Portugal de 1826 el autoritarismo de Pedro fue aumentando, creyendo el monarca que el otorgamiento de libertades políticas a sus súbditos de Brasil causaría el riesgo de desintegración del país, por lo cual persiguió toda oposición al extremo de enviar al exilio a José Bonifacio, el científico y prócer que le había estimulado a proclamar la independencia en 1822. Tras una crisis política que terminó con la dimisión de los ministros, y en medio de una fuerte crisis económica por las deudas del Imperio y el crónico déficit de la Corona, Pedro abdicó del trono de Brasil en favor de su hijo de cinco años, el príncipe Pedro de Alcántara, el 7 de abril de 1831.
En esta época hubo un período de regencia de nueve años, también llamado de «experiencia republicana», cuando Pedro I de Brasil sorpresivamente abdicó de la corona en 1834 para marcharse a Portugal y combatir allí contra su hermano Miguel I de Portugal, en defensa de los derechos de su hija mayor María de la Gloria al trono lusitano. 
Como consecuencia, la corona de Brasil recayó en el hijo mayor de Pedro I, Pedro de Alcántara, de apenas cinco años de edad. Ante ello el gobierno fue asumido por una Regencia hasta que el príncipe Pedro de Alcántara tuviera edad legal para asumir el trono.

#### Regencia Trina y Regencia Una
Pedro II tenía cinco años cuando heredó el trono imperial de Brasil. La Constitución de 1824 preveía que, de no existir un descendiente real apto para gobernar el Imperio, Brasil sería gobernado por una regencia de tres miembros. La regencia trina provisional fue convocada el 17 de julio de 1831, y tenía un representante de cada una de las tres vertientes políticas del país: los liberales (Senador Campos Vergueiro), los conservadores (Carneiro de Campo) y los militares (general Francisco de Lima e Silva). A ellos correspondería la realización de las elecciones para elegir la Regencia Trina Permanente.
Los electos fueron João Bráulio Muniz, Costa Carvalho, y el mismo general Francisco de Lima e Silva. Gobernaron el país durante tres años. Posteriormente, el sacerdote Diogo Feijó consiguió influencia política suficiente para, en 1834, crear el Acto Adicional, que convirtió la Regencia Trina en una Regencia Una, o sea, un solo regente. Diogo Feijó fue elegido Regente Uno en unas elecciones democráticas y asumió el cargo el 12 de octubre de 1835. 
El regente Feijó se mostró democrático, pues creó asambleas legislativas provinciales, para dar mayor autonomía a las provincias brasileñas. Además de eso, dio a la ciudad de Río de Janeiro el estatus de municipio neutro. Al no poder controlar las revueltas populares como la Farroupilha, y hacerse impopular al no implementar las reformas prometidas a los líderes políticos liberales, debió dimitir el 19 de septiembre de 1837. En su lugar quedó Pedro de Araujo Lima, Marqués de Olinda como único regente, quien también debió lidiar con la Rebelión Farroupilha, a la cual trató de combatir abrogando varios derechos de las asambleas provinciales; este paso, no obstante, causó dos nuevas revueltas, la Sabinada en Bahía y la Balaiada en Pernambuco, agravando la situación de la regencia. 
Los elementos liberales presionaron entonces en el Parlamento para forzar la dimisión del Marqués de Olinda, lo cual lograron en junio de 1840, y en consecuencia de determinó acabar con la Regencia declarando la mayoría de edad del príncipe Pedro de Alcántara. Este príncipe asumió el trono con el nombre de Pedro II, al ser proclamado mayor de edad en julio de 1840, teniendo apenas catorce años y medio de edad.

### Reinado de Pedro II

#### Política interna en el Segundo Reinado

##### Parlamentarismo al revés

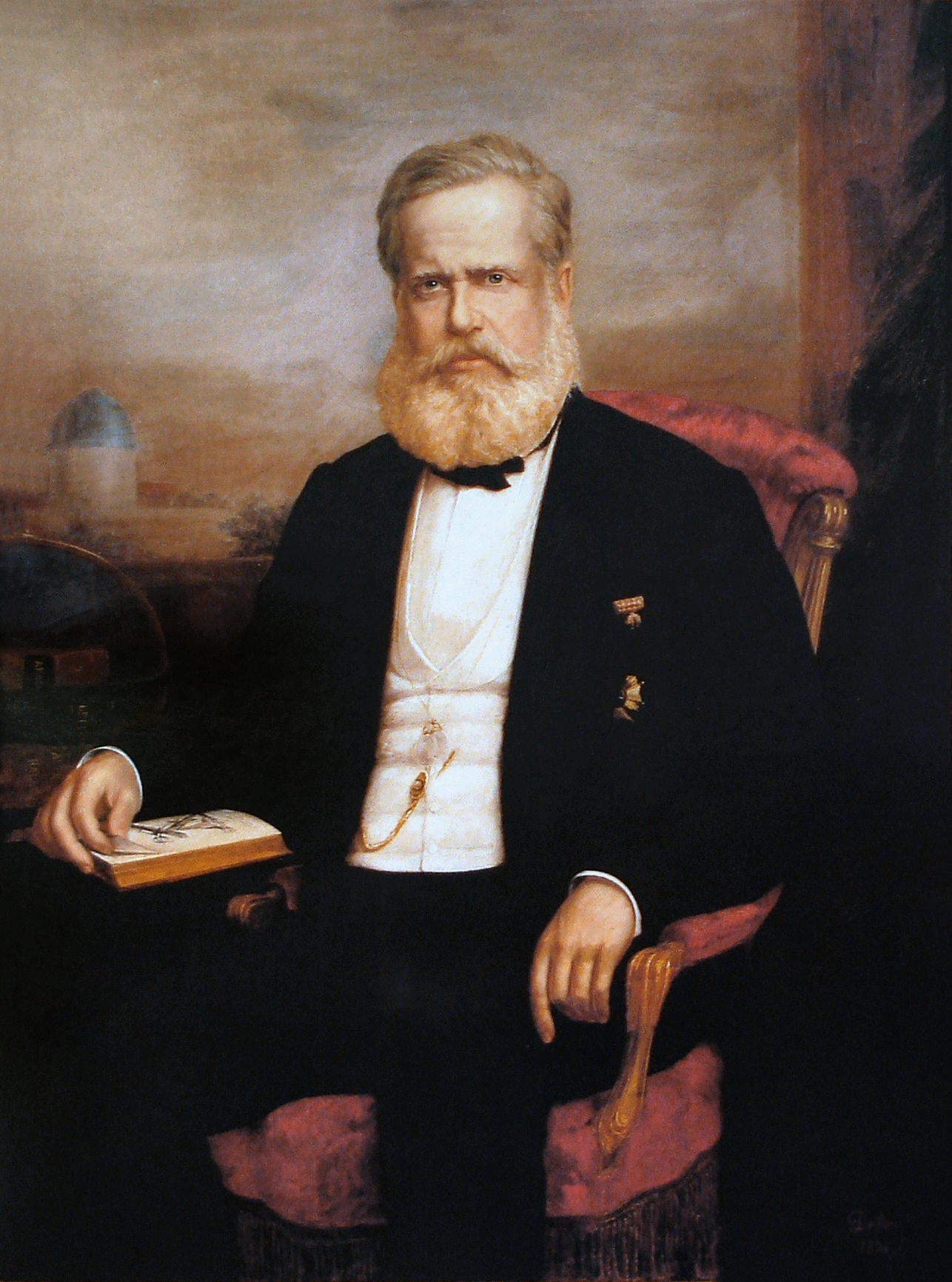
Pedro II de Brasil

En 1847 el emperador creó el Consejo de Ministros, órgano que aconsejaría al emperador para dirigir el gobierno, inspirado en el parlamentarismo británico. Pero la jerarquía del parlamentarismo británico y brasileño estaban invertidas, a diferencia de Brasil, donde el emperador poseía más poder que el Parlamento.
En 1847 también fue creado el cargo de presidente del Consejo de Ministros (primer ministro), que sería el jefe del ministerio, encargado de organizar el Gabinete de Gobierno. Así, el emperador, en vez de elegir a todos los ministros, pasó a nombrar solamente el presidente del Consejo, y este elegía los demás miembros del Ministerio, retirando el elemento de desgaste político del emperador, sin que disminuyese su autoridad.

##### Modelo parlamentarista brasileño
En Brasil, el emperador era el poder máximo, acumulando los cargos de jefe de Gobierno y de Estado, hasta la década de 1840, en que el emperador no poseía ya esos dos poderes, sino solo el poder moderador. El Poder Ejecutivo quedaría a cargo del presidente del Consejo de Ministros, elegido por el emperador. El cargo de presidente del consejo era equivalente al de primer ministro, cargo creado en 1847, por el decreto 523 del 20 de julio y que existió hasta la proclamación de la República.
El presidente del Consejo elegía el Gabinete, o sea a los ministros que formaban el Consejo de Ministros. Por fin recibía la aprobación o no del Parlamento. Lo que pasó en Brasil y muchas veces en el resto del mundo fue que el Parlamento muchas veces no aprobaba la decisión del jefe de Estado, y este se veía obligado a disolver el Parlamento y convocar nuevas elecciones, algo común tanto en monarquías como en repúblicas parlamentares. España y Francia llegaron a usar al Ejército para callar el pueblo en el momento de disolver el Parlamento. En Brasil era una costumbre popular estar de acuerdo con la decisión del emperador. Inglaterra fue una excepción en la época, principalmente porque la cámara de los lores estaba controlada por la Corona.
A pesar de que el modelo parlamentario brasileño no parezca muy democrático, lo era para la época. El emperador tenía muchos poderes, lo que era común en varios Estados del mundo, e incluso en Inglaterra.

##### La estabilidad política
Pedro II consiguió una maquinaria eficiente para la conducción de Brasil, basada en el intercambio de favores. Como la élite agraria tenía el poder en el Brasil del siglo XIX, Pedro II gobernó aliándose con esas élites, realizando favores (como la construcción de ferrocarriles, lagos artificiales, concediendo títulos de nobleza, adquisición de maquinaria etc.) a cambio de la estabilidad política que era necesaria para la prosperidad del país. Así, en los primeros años de su gobierno consiguió consolidar un país estable y próspero.

##### Fin de la guerra de los Farrapos

Bento Gonçalves da Silva presidente de la República Riograndense

Al asumir el trono, aún estaba activa la guerra de los Farrapos (farrapos en portugués significa ‘harapos' y «harapiento» ―‘pordiosero’―, fue el mote despectivo que las autoridades brasileñas dieron a los independentistas de la Región sur). La Revolución Farroupilha (de los ‘harapientos’) tomaba proporciones temibles para el gobierno brasileño, y estaba próxima a lograr su independencia. Pedro II nombró al Barón de Caxiás comandante en jefe del Ejército Imperial, el barón fue agraciado con el título de presidente de la provincia de Río Grande del Sur.
Teniendo la libertad de actuar por la fuerza contra la población riograndense, el barón usó la diplomacia y la fuerza, negociando con los líderes y dirigiendo manifiestos patrióticos a los independentistas riograndenses. Varias veces mencionó Caxiás que el auténtico enemigo no era el emperador ni los brasileños, sino que eran «Manuel Oribe y Juan Manuel de Rosas», presidentes respectivamente de Uruguay y Buenos Aires. Estos buscaban entonces la unión de los dos estados (el Estado Oriental del Uruguay y la Confederación Argentina) para la creación de un poderoso Estado republicano en la Cuenca del Plata, y el Barón de Caxias explotó la desconfianza de los gaúchos riograndenses contra sus vecinos, logrando que estos hicieran la paz con el Imperio.
Las negociaciones culminaron en 1845, cuando se pactó el Tratado del Poncho Verde. El Barón de Caxias fue nombrado «Pacificador del Brasil» y recibió el título de conde.

#### Política externa y campañas militares
Se consolidaron también los partidos políticos, el «Liberal» (defensor de un poder local fuerte y autonomía de las provincias), y el «Conservador» (defensor del fortalecimiento del poder central), ambos representantes de los propietarios rurales. La política externa priorizada por el emperador Pedro II se orientó a evitar el fortalecimiento de las repúblicas del Plata, Argentina, Paraguay y Uruguay. Buscando un hegemonía en la Cuenca del Plata, el Imperio intervenía política o militarmente en los vecinos de la región siempre que sentía que era de importancia estratégica para los intereses de Brasil.

##### Guerra Platina
Manuel Oribe y Juan Manuel de Rosas, respectivamente presidentes de Uruguay y Buenos Aires, buscaban, en la década de 1850, crear un solo país, que, según el punto de vista hegemonista brasileño, «desequilibraría las fuerzas en la Cuenca del Plata», una vez que el resurgido país rioplatense controlara él solo los dos lados del estuario del Río de la Plata, yendo esto en contra de los intereses imperiales brasileños en la región. Pedro II, con la complicidad de los colorados y los unitarios, declaró la guerra a los dos estados rioplatenses y ordenó organizar un nuevo ejército en el Sur, bajo cuidado del entonces conde de Caxias. Este invadió el Uruguay en 1851, destituyendo a Oribe y eliminando la posibilidad de que Uruguay fuese unido a Argentina.

##### La Cuestión Christie
En 1862 tuvo lugar un importante incidente diplomático con el Reino Unido que influiría posteriormente en el reconocimiento ante Europa de Brasil como territorio independiente; tres vándalos fueron presos en Río de Janeiro, la entonces capital del Imperio del Brasil. Al haber sido detenidos, fueron identificados como marineros de la Royal Navy y, debido a la relación entre Inglaterra y Brasil, fueron liberados. Aun así, el embajador británico en Brasil, William Dougal Christie, exigió que el Imperio indemnizara a Inglaterra por la prisión y por la carga del navío británico Prince of Wales que había naufragado y había sido saqueado en la provincia de Río Grande do Sul. También exigía que los oficiales de Policía responsables por la prisión de los marineros británicos fueran despedidos y que el emperador enviara a la Corona británica una petición oficial de disculpas.
Al año siguiente, como Brasil no había cedido a las presiones, navíos de guerra británicos bloquearon el puerto de Río de Janeiro y aprehendieron cinco barcos anclados. Pedro II, bajo la presión popular, intentó una salida diplomática, llamando al rey Leopoldo I de Bélgica, para que llevase a cabo un arbitraje imparcial. Leopoldo I favoreció a Brasil y, como Reino Unido se negó a pedir disculpas, el emperador cortó relaciones diplomáticas con Reino Unido en el mismo año de 1863. Reino Unido sólo pidió disculpas formales, por medio de una carta de la Reina Victoria al emperador Pedro II, en 1865 cuando mostró apoyo a Brasil en la guerra de la Triple Alianza.
La victoria del gobierno en la disputa acabó por fortalecer la imagen de Brasil en el exterior. Brasil aún tenía solamente cuarenta años de existencia, y temía no tener reconocimiento frente a los países europeos. Los otros países sudamericanos pasaban por problemas similares. Brasil aceptó pagar la indemnización por la carga robada, pero no por los marineros. Luego personas de la sociedad propusieron recoger dinero para erigir en la ciudad una estatua del emperador, pero este dijo que el dinero fuera empleado en construir escuelas.

##### Expansionismo en la Amazonia

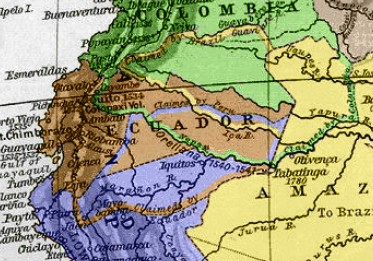
Territorios en disputa por Perú, Ecuador y Colombia desde principios del hasta mediados del.

Colombia y Perú fueron los principales países en perder su integridad territorial como naciones independientes ante el Imperio del Brasil, esto debido al escaso poblamiento de las zonas cercanas a él y la progresiva colonización de brasileños que se asentaban en dichas zonas, negando el principio del uti possidetis iure para ocupar territorios inexplorados. Colombia firmó tratados de límites en 1853, 1907 y 1928, lo que permitió la ampliación de las fronteras por parte de Brasil, a los cuales en un principio el congreso se opuso a su ratificación, pero tiempo después serían aprobados. A manera de compensación por las cesiones territoriales, adquirió Colombia el derecho de navegación por el río Amazonas que se legalizó mediante el tratado firmado por los dos países (Brasil y Perú), en Río de Janeiro, el 15 de noviembre de 1928.
Perú, al igual que Colombia, no pudo reclamar la soberanía de manera efectiva sobre su región de la selva amazónica, por lo que sus territorios del occidente fueron ocupados por el Brasil. En 1867, y siendo presidente de Perú el coronel Mariano Ignacio Prado, el país andino perdió los territorios legalizados por el Tratado de San Ildefonso de 1777 entre España y Portugal, mediante el Tratado firmado entre Brasil-Bolivia llamado Muñoz-Neto, del 27 de marzo de 1867; estos territorios se ubicaban al sur de la línea que iba desde los orígenes del río Yavarí hasta el río Madeira, perdiendo el Perú 222 703 km². En el referido tratado, ambos países, Brasil y Bolivia, incluyeron territorio peruano comprendido entre los ríos Yavarí y el Madeira, que nunca fue reclamado, quedándose en posesión de Brasil definitivamente.

##### Guerra de la Triple Alianza

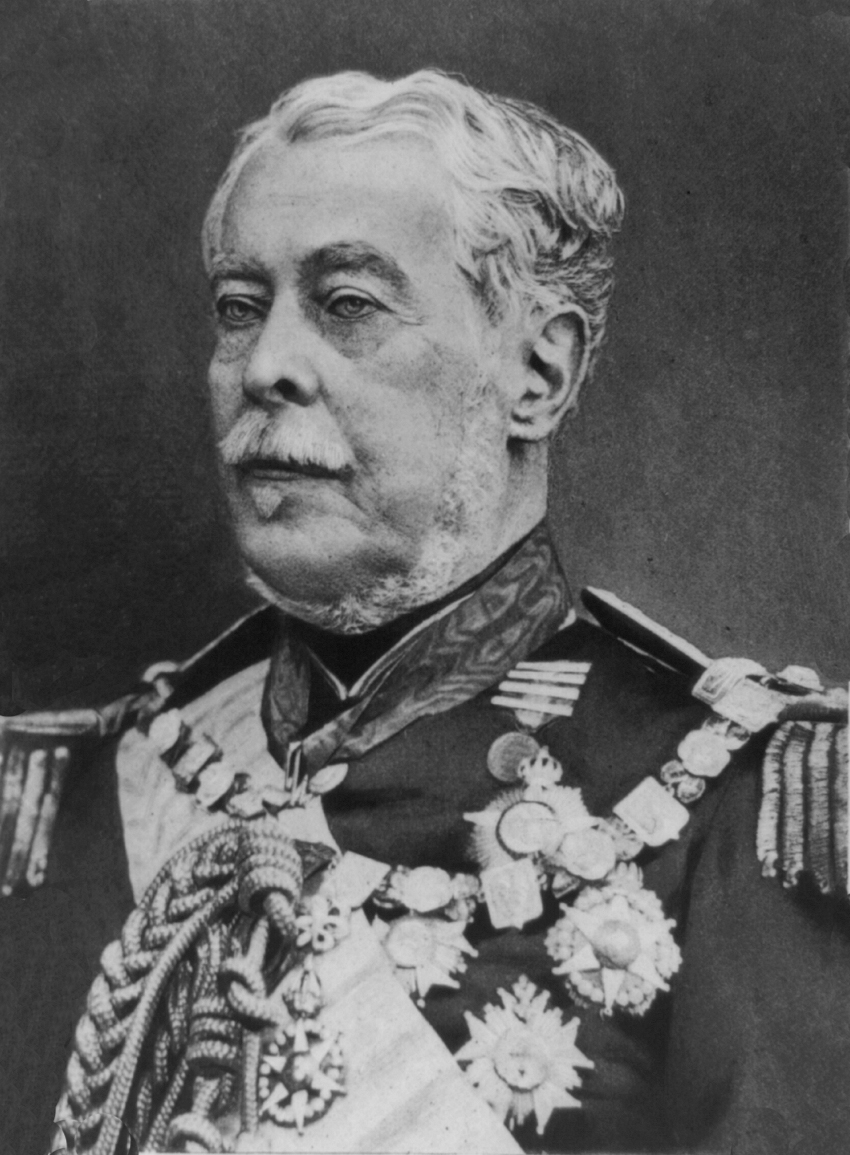
Duque de Caxias comandante del Ejército de Brasil durante la guerra.

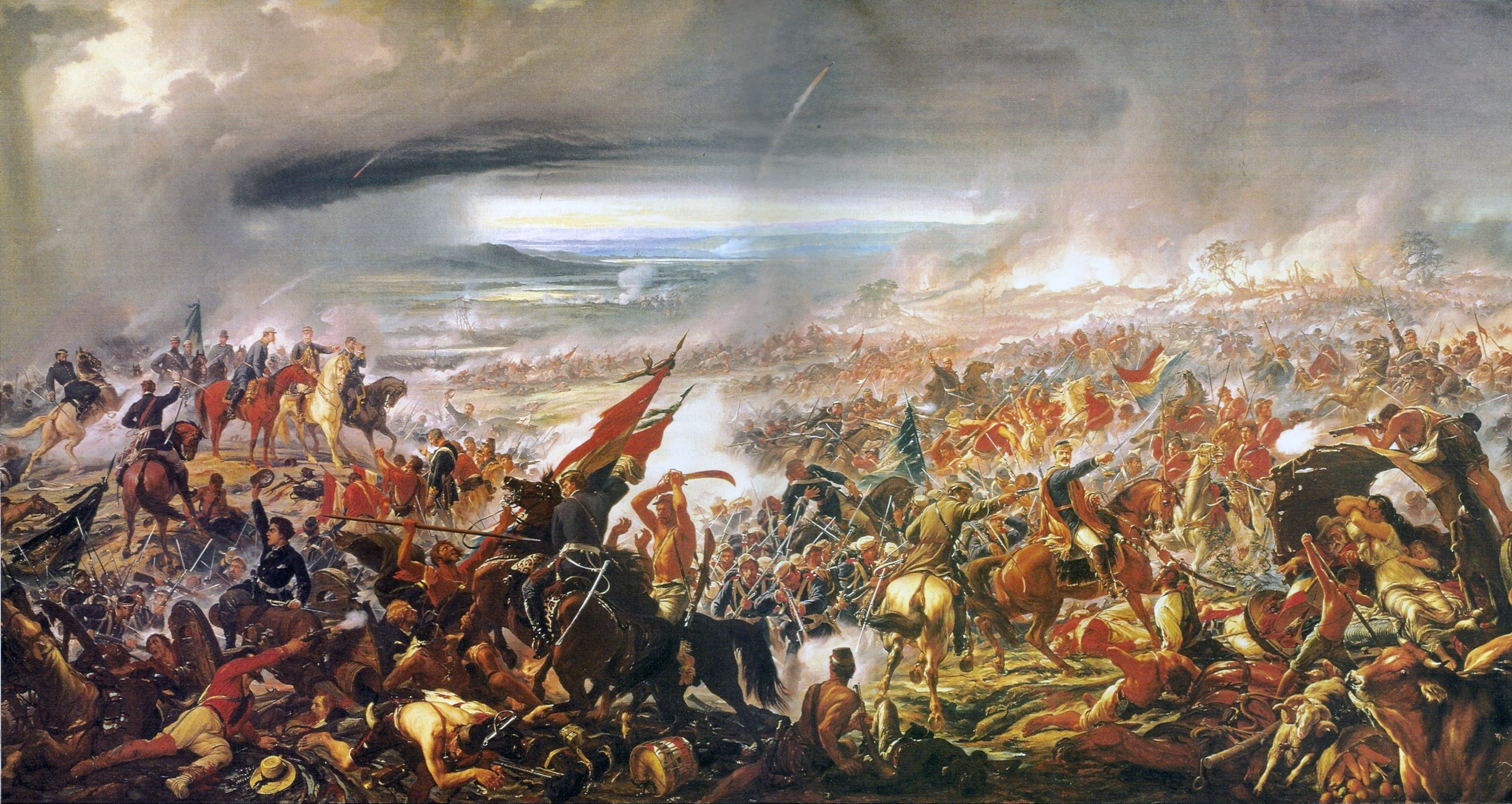
Batalla de Abay.

Brasil debía prestar atención a sus fronteras meridionales ya que comenzó en Uruguay una nueva guerra civil. El gobierno brasileño decidió intervenir por miedo a dar una imagen de debilidad ante los británicos. El ejército brasileño invadió Uruguay en diciembre de 1864 para llevar a cabo una breve campaña victoriosa que acabó el 20 de febrero de 1865 con el derrocamiento del presidente Bernardo Berro y la imposición de Venancio Flores como dictador de Uruguay.
Durante este tiempo, en diciembre de 1864, el presidente paraguayo, Francisco Solano López mandó advertencias al Brasil que una invasión al Uruguay sería una declaración de guerra al Paraguay, de igual forma Brasil invadió Uruguay comenzando la guerra de la Triple Alianza, tras esto Solano manda a su ejército a una invasión del Estado brasileño de Mato Grosso (actual estado de Mato Grosso do Sul). Esto se denominó «Campaña de Mato Grosso». Cuatro meses más tarde, las tropas paraguayas invadieron la provincia argentina de Corrientes antes de atacar la provincia brasileña de Río Grande do Sul. Esto se denominó «Campaña de Corrientes».
Inesperadamente, la guerra continuó cerca de cinco años más. Durante este periodo, el emperador se dedicó en cuerpo y alma a continuar el esfuerzo de la guerra. Trabajó sin descanso en mantener y equipar las tropas para reforzar las líneas de frente y avanzar en la construcción de nuevos barcos de guerra. Al mismo tiempo, se esforzó en evitar disputas entre los partidos políticos para no perjudicar el esfuerzo militar. Su negativa a aceptar un resultado a corto plazo para conseguir una victoria total sobre el enemigo fue crucial para el resultado final. Su tenacidad acabó con la muerte de López en combate el 1 de marzo de 1870 en la batalla de Cerro Corá este fue el final de la guerra.
Más de 50 000 soldados brasileños murieron en combate y el coste de la guerra representó once veces el presupuesto anual del gobierno. Sin embargo, el país era tan próspero que el gobierno pudo reembolsar la deuda de la guerra en diez años solamente. El conflicto estimuló la producción nacional y el crecimiento económico.

#### Apogeo
La victoria diplomática sobre el Imperio británico y la victoria militar sobre Uruguay en 1865, y en la guerra de Paraguay en 1870, marcaron el inicio de lo que se denominó «edad de oro» y apogeo del Imperio brasileño. Los años 1870 fueron años felices en Brasil y la popularidad del emperador estuvo en su apogeo. El país realizó progresos en los ámbitos sociales y políticos y todas las capas de la sociedad se beneficiaron de reformas y del reparto de la creciente prosperidad. La reputación internacional de Brasil, tanto por su estabilidad política como por su potencial de inversión, aumentó considerablemente y el Imperio fue considerado como una nación moderna. La economía conoció un rápido crecimiento y la inmigración estaba en expansión. Se empezaron a construir nuevas líneas férreas, nuevos medios de transporte y se extendieron otros inventos como el teléfono y el correo postal. «Con la esclavitud destinada a desaparecer y otras reformas en proyecto, las perspectivas de "progreso moral y material" parecían inmensas.»

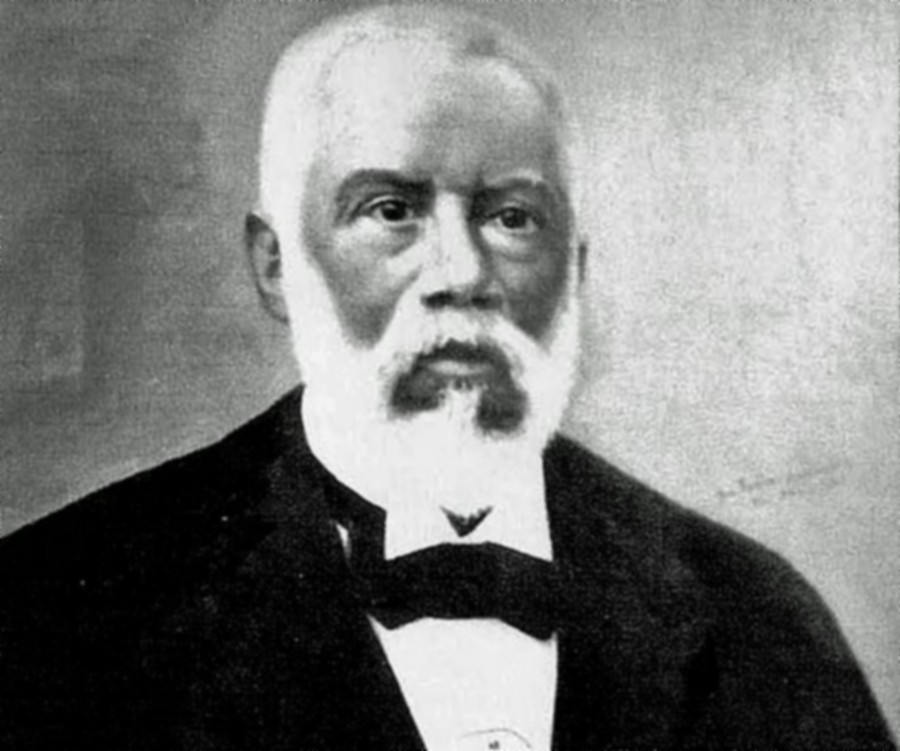
Francisco Paulo de Almeida (1826-1901), primer y único barón de Guaraciaba, título otorgado por la princesa Isabel. Negro, poseía una de las mayores fortunas del Imperio y era dueño, en sus plantaciones de café, de aproximadamente mil esclavos.

En 1870, pocos brasileños se oponían a la esclavitud y eran aún menos los que se atrevían a decirlo abiertamente. Pedro II era uno de esos pocos y consideraba la esclavitud como una «vergüenza nacional». Además, el emperador no tenía esclavos. En 1823, los esclavos eran el 29% de la población brasileña, pero este porcentaje era del 15,2% en 1872. Sin embargo, la abolición de la esclavitud era un tema delicado en Brasil. Casi todo el mundo, del más rico al más pobre, tenía sus esclavos. Sin embargo, el emperador quería poner fin a la esclavitud de forma progresiva, para atenuar el impacto de la abolición en la economía nacional. Fingió ignorar los daños crecientes que causaría a su imagen y a la de la monarquía su apoyo a la abolición. Una vez que se prohibió la llegada de nuevos esclavos extranjeros, Pedro II abordó, a principios de los años 1860, el asunto de la esclavitud de niños nacidos de padre esclavos. La ley se redactó a iniciativa del emperador, pero el conflicto con Paraguay retrasó la discusión en la Asamblea. Pedro II pidió públicamente la erradicación progresiva de la esclavitud en su discurso del trono en 1867, pero fue criticado fuertemente y su decisión fue considerada como un «suicidio nacional». Se le reprochó y se le hizo saber que «la abolición era su deseo personal y no de la nación». Finalmente, se aprobó el proyecto de ley y la ley de vientres libres fue promulgada el 28 de septiembre de 1871. Gracias a ella, todos los niños nacidos de esclavas tras esta fecha nacían libres.

#### Ocaso
Durante los años 1880, Brasil siguió prosperando y la composición social de su población se diversificó enormemente, mientras que la lucha por los derechos de la mujer empezaba a surgir. Las cartas escritas por Pedro II nos muestran a un hombre cultivado cada vez más harto del mundo y más pesimista sobre su futuro. El emperador siguió siendo respetuoso con sus funciones y meticuloso en la ejecución de las tareas que tenía asignado aunque las hiciera sin entusiasmo. Debido a su creciente indiferencia con respeto a la suerte del régimen y a su falta de reacción cara a la oposición al régimen imperial, algunos historiadores le atribuyen la «principal, o quizá la única, responsabilidad» de la caída de la monarquía.
Conocedores de los peligros y los obstáculos del gobierno, los políticos de los años 1830 consideraban al emperador como la fuente principal de la autoridad indispensable tanto para el gobierno como para la supervivencia nacional. Sin embargo, esta generación de políticos fueron desapareciendo o se retiraron progresivamente del gobierno hasta que, en los años 1880, fue prácticamente remplazada por un nuevo grupo de políticos que no habían vivido la regencia ni los primeros años del reinado de Pedro II, cuando los peligros externos e internos amenazaban la existencia misma de la nación. Ellos solo habían conocido una administración estable y la prosperidad. Contrariamente a aquellos del periodo precedente, los nuevos políticos no veían ninguna razón para defender el papel imperial como una fuerza unificadora beneficiosa para la nación. El papel de Pedro II en la realización de la unidad nacional, de la estabilidad y del buen gobierno había caído totalmente en el olvido por parte de las élites dirigentes. Por su humildad, el emperador daba la impresión de que su papel era inútil. La ausencia de heredero varón que permitiera implementar una nueva dirección de la nación disminuyó igualmente las perspectivas a largo plazo de la monarquía brasileña. El emperador quería mucho a su hija Isabel pero estimaba que una mujer en el poder era imposible en Brasil. Consideraba que la muerte de sus dos hijos varones era una señal de que el Imperio estaba destinado a la desaparición. La resistencia a aceptar a una mujer a la cabeza del Estado estaba igualmente compartida por el establishment político. Aunque la constitución permitía que una mujer accediera al trono, Brasil era un país muy tradicional y solo hubiera aceptado un sucesor varón como jefe de Estado.
El republicanismo era una idea que nunca había prosperado en la sociedad brasileña y encontraba poco apoyo en las provincias. Sin embargo, la combinación de las ideas republicanas con la difusión del positivismo en el interior del ejército y de los oficiales de base o de los rangos medios constituían un grave peligro para la monarquía y condujo a la indisciplina en el interior de los cuerpos militares. Algunos soldados soñaban con una república dictatorial que fuera superior a la monarquía liberal y democrática.

### Golpe Republicano

#### La Revolución de 1889
Desde el fin de la guerra contra Paraguay, el Imperio había apoyado la transformación de Brasil en varios sectores de la economía, promoviendo las inversiones extranjeras que generaron la dependencia de Brasil hacia el capital proveniente de Gran Bretaña y Francia, en esos años los avances tecnológicos permitieron la modernización del país, pero la aceptación de la monarquía como forma de gobierno se hallaba ya en discusión constante.
El emperador Pedro II era ya un anciano en 1889 y no había tenido hijos varones y por lo tanto la sucesión al trono debería recaer en la mayor de sus tres hijas: la princesa Isabel, casada con un aristócrata francés, Gastón de Orleans, conde de Eu. Esto generaba disgusto entre las élites políticas pues el Imperio sería regido por un príncipe europeo a la muerte de Pedro II. La princesa Isabel era considerada como muy conservadora políticamente, rasgo que la hacía poco soportable para los intelectuales liberales, quienes preferían una evolución pacífica del Brasil con la cual se generase una república. Si bien el emperador Pedro II disfrutaba de gran popularidad (inclusive entre los republicanos) no sucedía lo mismo con su hija y heredera ni con la monarquía como sistema. 
La abolición de la esclavitud mediante la Ley Áurea en noviembre de 1888, firmada por la misma princesa Isabel, generó que los ricos terratenientes esclavistas se alinearan contra el Imperio, que les causaba un grave perjuicio económico al decretar la libertad de los esclavos sin que sus amos reciban compensación alguna. Los jefes militares por su parte deseaban mayor protagonismo político tras el triunfo en la guerra de la Triple Alianza y rechazaban que la nobleza imperial (usualmente ajena a la formación técnica de los militares) se lo denegase, por lo cual una crisis se hacía inevitable. Inclusive la incipiente clase media habían aceptado la idea que una república sería la forma de gobierno que traería progreso y prosperidad a Brasil, considerando a la monarquía como anacrónica e ineficaz. 
Finalmente, la impopularidad del gabinete conservador de ministros dirigido por el vizconde de Ouro Preto generó el pretexto ideal para la sublevación. El 14 de noviembre de 1889 los líderes de la conspiración republicana lanzaron el rumor que el vizconde de Ouro Preto ordenaba arrestar al mariscal Deodoro da Fonseca en Río de Janeiro la noche del 14 de noviembre de 1889 y lograron que este jefe militar (líder máximo del ejército) apoyase la revuelta aprovechando que don Pedro II y su familia se hallaban en Petrópolis. 

#### Rebelión militar del 15 de noviembre

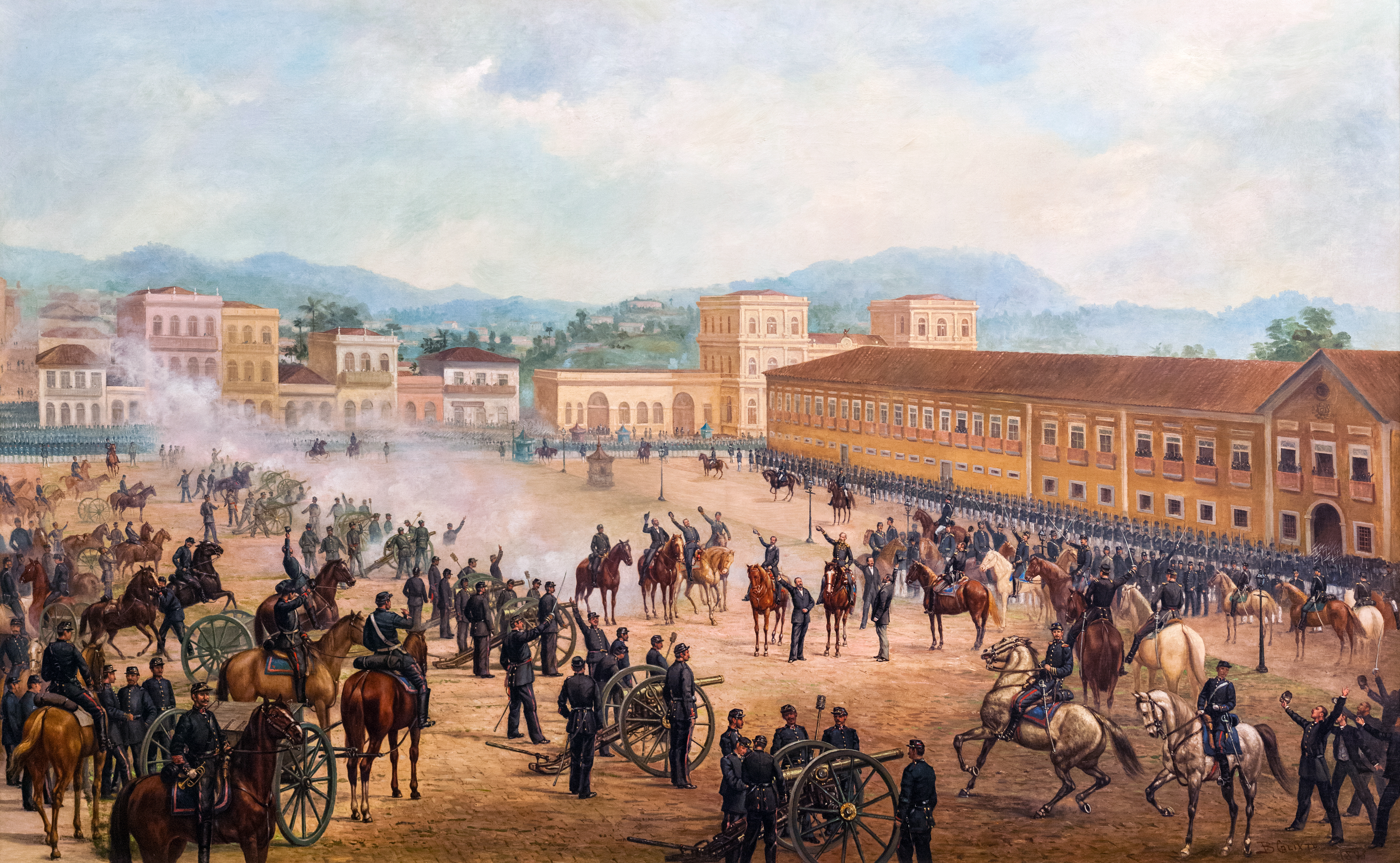
A Proclamação da República, cuadro del pintor brasileño Benedito Calixto, de 1893.

En la mañana del 15 de noviembre Fonseca sublevó a las tropas acuarteladas bajo su mando en Río de Janeiro y frente a ellas declaró la República, avanzando luego hacia la sede del gobierno. Allí el vizconde de Ouro Preto convocó al jefe de las tropas de la capital, el general Floriano Peixoto, para ordenarle que utilice las tropas bajo su mando directo para aplastar la revuelta. Peixoto se negó a ello y arrestó a todo el gabinete, incluyendo al vizconde de Ouro Preto. 
El emperador Pedro II volvió apresuradamente de Petrópolis al enterarse de la rebelión en la tarde del mismo día 15, y ofreció cambiar al gabinete del vizconde de Ouro Preto, pues ni Fonseca ni Peixoto habían manifestado frente al emperador su proyecto republicano. Los conspiradores republicanos dirigidos por Benjamin Constant Botelho hicieron correr el rumor entre los oficiales de que el nuevo primer ministro sería un viejo rival de Deodoro da Fonseca, el exgobernador de Río Grande del Sur, Gaspar da Silveira Martins, mientras que presionaban a los núcleos republicanos de Río de Janeiro para que lograsen la mayor cantidad posible de adhesiones entre las personalidades políticas de mayor prestigio. Ante estas habladurías, Fonseca comunicó al emperador en la noche del día 15 que el ejército proclamaba la república, exhortándole a renunciar al trono y así evitar violencias. 
Sin apoyo militar y deseoso de evitar una guerra civil, Pedro II aceptó la proclamación de la República; al día siguiente, 16 de noviembre, el emperador y su familia seguían en el Paço Imperial rodeados por un batallón de caballería republicana. En la tarde de ese mismo día un mayor del ejército acudió al palacio para comunicar a Pedro II que él mismo y toda la familia imperial debía salir del país en un plazo máximo de 24 horas. Aunque el emperador insistió en partir en la tarde del día 17 de noviembre (aprovechando el plazo máximo dado por el nuevo régimen), los líderes republicanos insistieron en que partiera la misma noche del 16, para evitar posibles manifestaciones populares a favor de la monarquía. Ante el hecho consumado, y para evitar nuevos conflictos, el emperador aceptó abandonar con su familia el territorio brasileño en la noche del 16 de noviembre, haciendo votos por la prosperidad del nuevo régimen.

## Organización territorial

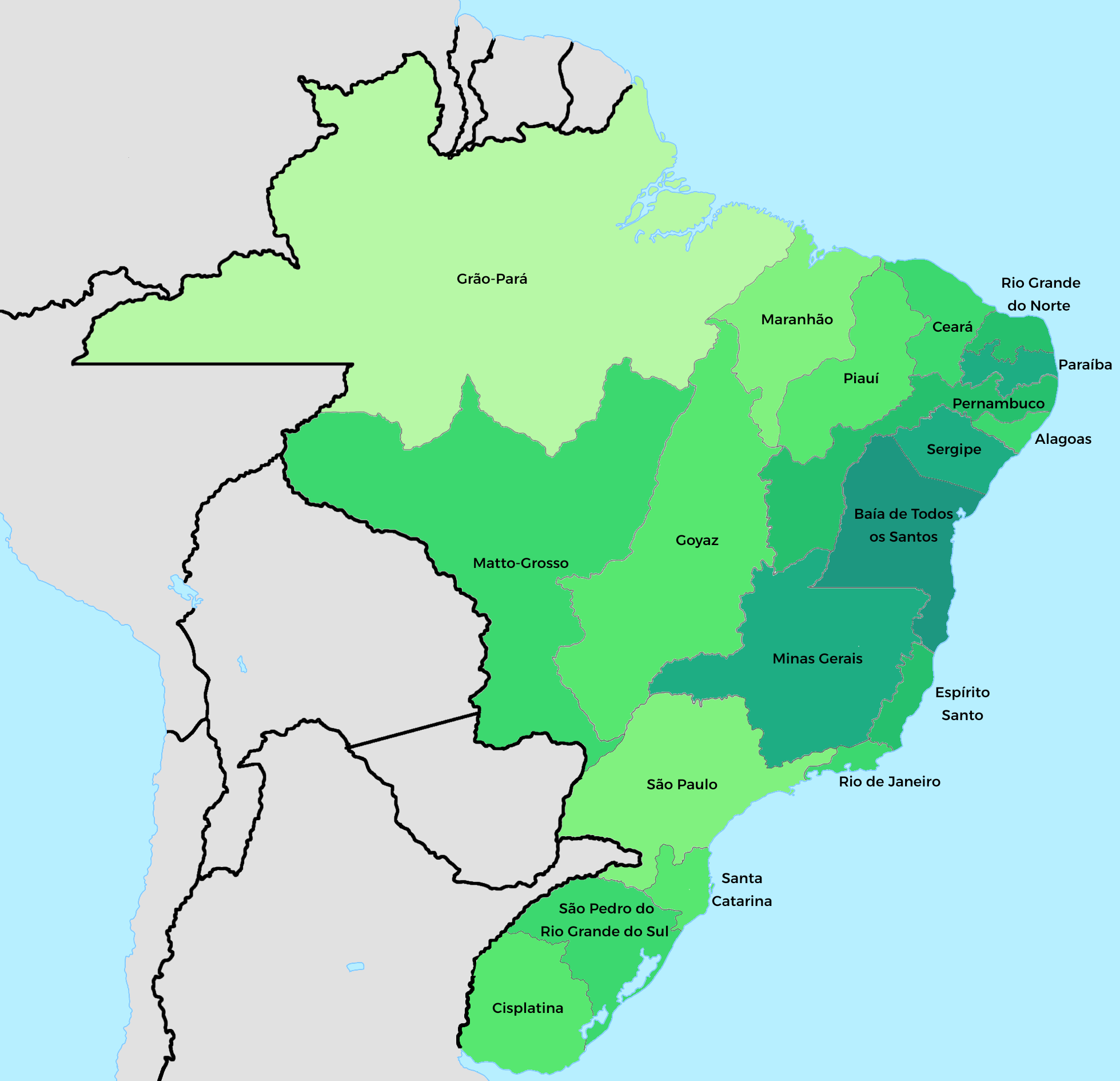
Provincias del Imperio del Brasil en 1822.
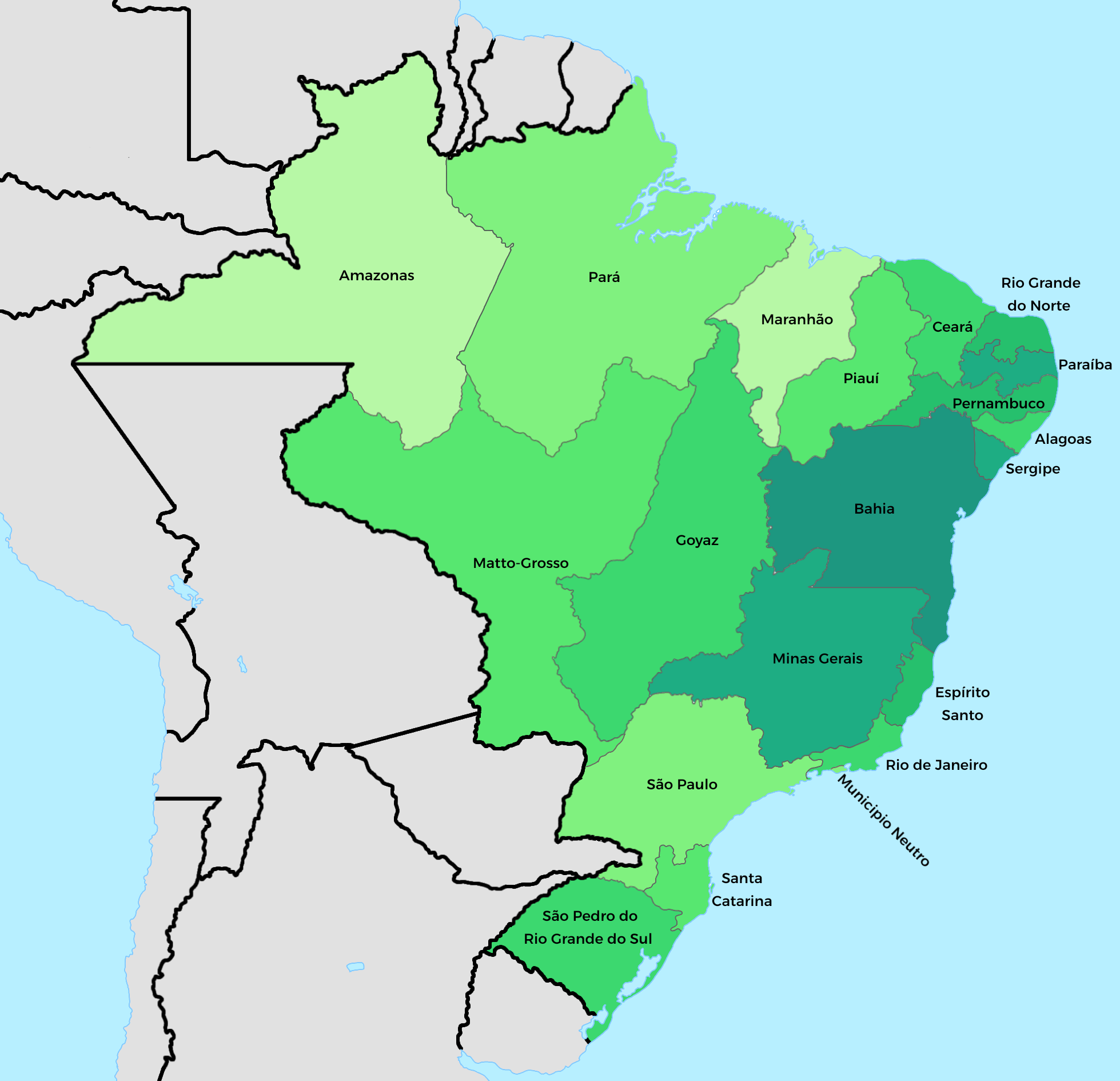
Provincias del Imperio del Brasil en 1851.
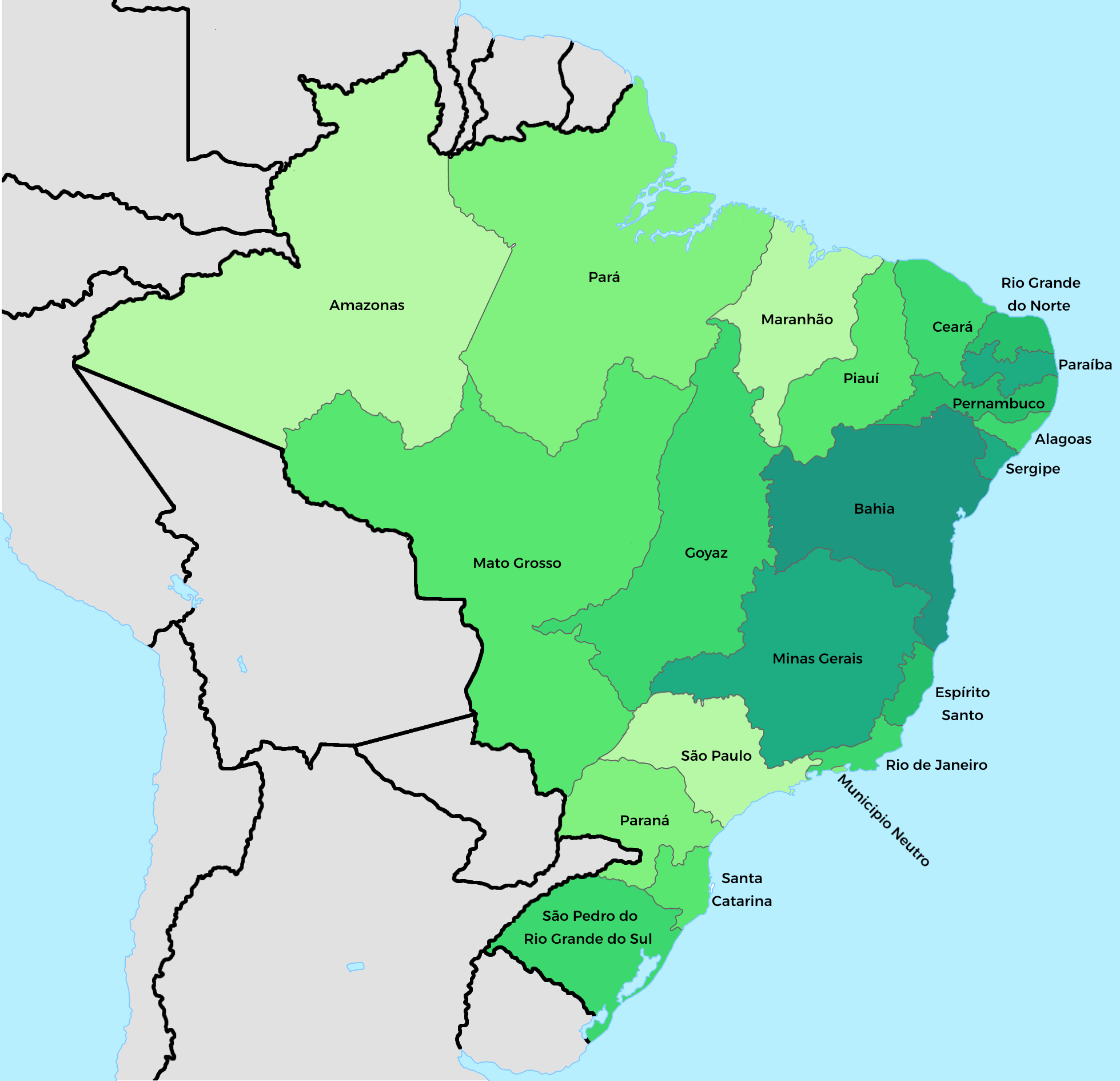
Provincias del Imperio del Brasil en 1889.

Las subdivisiones principales del país fueron las provincias, establecidas desde la elevación del Brasil en imperio en 1822 hasta su final en 1889.
El 28 de febrero de 1821, las provincias se establecieron en el Reino del Brasil en sustitución de las capitanías que estaban en vigor en ese momento.
En 1834 Río de Janeiro no era parte de provincia alguna, pues fue nombrada capital imperial y municipio neutral.

## Economía
El período de mayor seguridad económica y financiera de Brasil fue el reinado de Pedro II, pues la política económica se basaba en la búsqueda del equilibrio de las cuentas del Estado, tanto del Imperio como de las provincias y municipios. Brasil entró en un periodo de gran desarrollo y progreso, transformándose en un país más avanzado financieramente que muchas naciones europeas.
En 1844 surgió el primer arancel aduanero, que tenía como objetivo la protección de las pocas manufacturas nacionales entonces existentes y el incremento de otras, posibilitando un gran avance para la industria brasileña.
En 1850 existían 50 fábricas, con un capital superior a 7000 millones de réis (moneda brasileña). En 1889, había 636 establecimientos industriales, con 400.000 millones de réis de capital, con 54.000 trabajadores y presentando una producción anual por valor de 500.000 millones. La producción anual brasileña era de 50.000 millones de réis en 1840. En 1889 era de 500.000 millones.

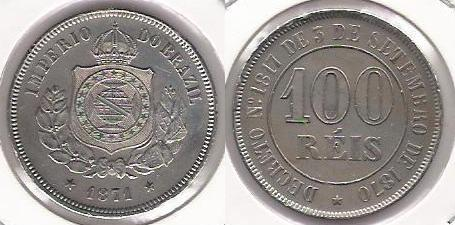
Moneda de 100 réis de 1871.

La principal actividad económica consistía en la agricultura para exportación a Europa, concentrándose en la producción de azúcar, café, cacao y algodón, siendo que los productos derivados del ganado vacuno (carne y cueros) se dedicaban principalmente al comercio internacional con Uruguay y Argentina. La minería, casi la única actividad económica estimulada durante el periodo colonial portugués, siguió practicándose pero quedó muy postergada por la amplia demanda de productos agrícolas y la extinción de numerosos yacimientos mineros. La industria local estaba poco desarrollada pese al proteccionismo practicado por el gobierno imperial, particularmente bajo el reinado de Pedro II.
La economía del Imperio de Brasil se dedicaba así principalmente a la exportación de materia prima consistente en productos agrícolas tropicales, siendo esta actividad auspiciada por el capital extranjero (predominantemente británico) establecido en el país; el comercio a gran escala también estaba dominado por capitales foráneos, mientras los empréstitos contraídos en Europa financiaban el desarrollo de ferrocarriles; aun así desde 1850 se gestó un capitalismo local por parte de empresarios brasileros que crearon nuevas redes comerciales y bancarias, como fue el caso del vizconde de Mauá, principal financista brasileño de la época imperial. Un rasgo típico de los últimos años del Imperio fue que aumentó muchísimo la importancia económica de las regiones meridionales (São Paulo, Río Grande do Sul, Minas Gerais) en detrimento de las regiones del nordeste (Bahía, Pernambuco) con agricultura poco intensiva y crónicamente afectadas por sequías que hacían inviable el cultivo a gran escala de productos exportables.
En 1840 el presupuesto del gobierno brasileño era de apenas 16 millones anuales, mientras que al final del Imperio, en 1889, era de 153 millones. El crecimiento presupuestario brasileño entre 1829 y 1889 fue superior a ocho veces. En comparación, solamente los Estados Unidos poseían una tasa de crecimiento semejante, mientras que el Reino Unido, fue dos veces y media entre 1830 y 1880 y en Francia, entre 1850 y 1890, tres veces y media. Durante el Imperio, Brasil poseía el octavo mayor presupuesto del mundo, por detrás solamente de Austria, España, Estados Unidos, Francia, Prusia, Reino Unido y Rusia.

## Demografía
Estimación de la población de Brasil en los años 1860:
| Provincia            | Capital           | Población | Esclavos  | Ejército y policía | Guardia Nacional |
| -------------------- | ----------------- | --------- | --------- | ------------------ | ---------------- |
| Municipio Neutro     | Río de Janeiro    | 400.000   | 50.000    | 10.000             | —                |
| Amazonas             | Manaus            | 70.000    | 5.000     | —                  | 2.700            |
| Pará                 | Belém do Pará     | 250.000   | 15.000    | 1.000              | 23.000           |
| Maranhão             | São Luís          | 400.000   | 70.000    | 1.000              | 28.000           |
| Piauí                | Teresina          | 175.000   | 10.000    | 650                | 20.000           |
| Ceará                | Fortaleza         | 486.000   | 30.000    | 286                | 40.000           |
| Río Grande del Norte | Natal             | 210.000   | 20.000    | 100                | 20.000           |
| Paraíba              | João Pessoa       | 260.000   | 5.000     | 400                | 21.000           |
| Pernambuco           | Recife            | 1.180.000 | 250.000   | 1.600              | 42.000           |
| Alagoas              | Maceió            | 250.000   | 45.000    | 429                | 25.000           |
| Sergipe              | Aracaju           | 250.000   | 50.000    | 200                | 2.000            |
| Bahía                | Salvador de Bahía | 1.200.000 | 250.000   | 2.400              | 110.000          |
| Espírito Santo       | Vitória           | 55.000    | 10.000    | 223                | 6.000            |
| Río de Janeiro       | Niterói           | 850.000   | 200.000   | 2.400              | 43.000           |
| São Paulo            | São Paulo         | 800.000   | 60.000    | 679                | 40.000           |
| Paraná               | Curitiba          | 105.000   | 20.000    | 388                | 8.000            |
| Santa Catarina       | Florianópolis     | 120.000   | 15.000    | 100                | 9.000            |
| Río Grande del Sur   | Porto Alegre      | 392.725   | 77.416    | 1.600              | 42.991           |
| Minas Gerais         | Ouro Preto        | 1.350.000 | 150.000   | 1.000              | 75.000           |
| Goiás                | Ciudad de Goiás   | 200.000   | 15.000    | 300                | 13.000           |
| Mato Grosso          | Cuiabá            | 80.000    | 10.000    | —                  | 5.000            |
| Brasil               | Río de Janeiro    | 9.083.725 | 1.357.416 |                    |                  |

### Grupos étnicos

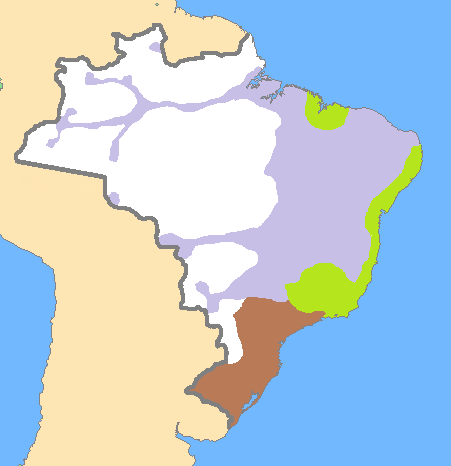
Este mapa muestra los grupos étnico predominante en el Imperio del Brasil: gris: mestizos; marrón: blancos; verde: mulatos; blanco: indígenas (muchos de ellos autónomos o sujetos sólo nominalmente al Imperio). El 80% de la población vivía en el litoral.

Cuatro grupos étnicos eran reconocidos en el Imperio: blanco, negro, marrón o pardo e indígena. El término pardo es una denominación usada por los brasileños multirraciales que todavía se utiliza oficialmente, aunque algunos estudiosos prefieren el término mestizo, y es una categoría amplia que incluye caboclos (descendientes de blancos e indígenas), mulatos (descendientes de blancos y negros) y cafuzos (descendientes de negros e indígenas).
Los mestizos cafuzos formaban la mayoría de la población en el norte, noreste y centro-oeste. Una gran parte de la población mulata vivía al este de la costa noreste, desde Bahía a Paraíba, pero también estuvieron presentes en el norte de Maranhão, al sur de Minas Gerais, al este de Río de Janeiro y en el Espírito Santo. Los cafuzos formaban el menor y más difícil de distinguir de los subgrupos de mestizos, ya que los caboclos y mulatos de la selva virgen del noreste también se clasificaron en esa categoría. Estos grupos se pueden todavía encontrar en las mismas áreas actualmente.
| Años | Blancos | Pardos | Pretos | Indígenas | Total |
| ---- | ------- | ------ | ------ | --------- | ----- |
| 1872 | 38,1%   | 38,3%  | 19,7%  | 3,9%      | 100%  |
| 1890 | 44,0%   | 32,4%  | 14,6%  | 9%        | 100%  |

Los brasileños blancos eran descendientes de los colonos portugueses originales. Desde la década de 1870 este grupo étnico también llegó a incluir a otros inmigrantes europeos: en su mayoría italianos, españoles y alemanes. Aunque los blancos se podían encontrar en todo el país, eran el grupo mayoritario en la región sur y la provincia de São Paulo. También hicieron una parte significativa (40%) de la población de las provincias nororientales de Ceará, Paraíba y Río Grande del Norte. Los negros brasileños eran de ascendencia africana subsahariana y vivían en las mismas zonas que los mulatos. La mayoría de la población de las provincias de Río de Janeiro, Minas Gerais, Espirito Santo, Bahía, Sergipe, Alagoas y Pernambuco (las cuatro últimas con el porcentaje más bajo de los blancos en todo el país, menos del 30% en cada uno) se componían de negro y pardos. Los pueblos originarios de Brasil se encontraban principalmente en Piauí, Maranhão, Pará y Amazonas.
Debido a la existencia de diferentes grupos raciales y culturales, Brasil se desarrolló en el siglo XIX como una nación multiétnica. Sin embargo, este dato es problemático, ya que no hay datos demográficos disponibles para los años anteriores a 1872. El primer censo nacional oficial fue redactado por el gobierno este año y demostró que, de 9.930.479 habitantes, el 38,1% eran blancos, el 38,3% marrones, 19,7% negros y 3,9% indígenas. El segundo censo nacional oficial en 1890 mostraron que en una población de 14.333.915, 44% eran blancos, el 32,4% mulatos, 14,6% negros y 9% indígenas.